# Henry Compton (Bischof)

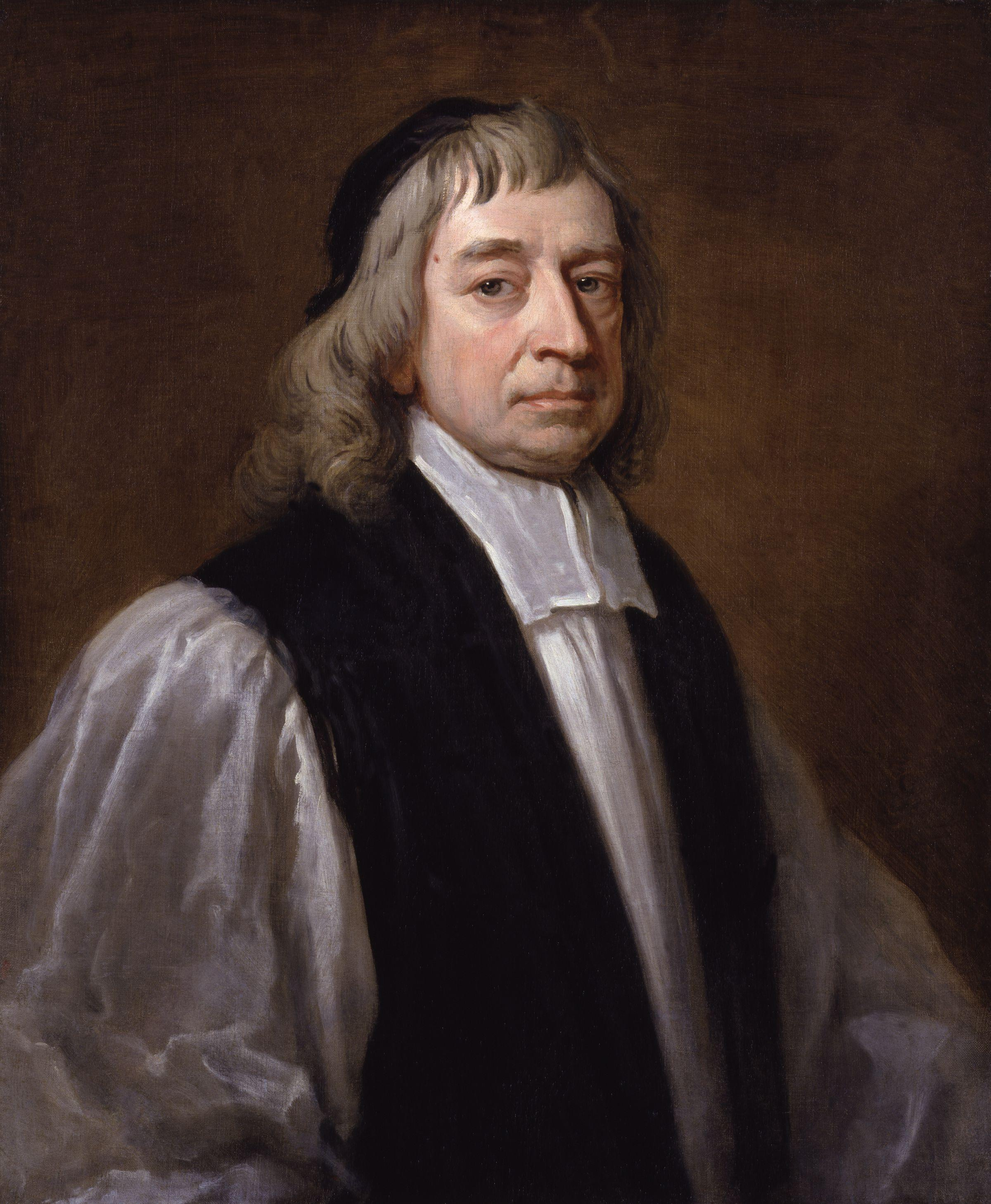
Henry Compton

Henry Compton (* 1632 in Compton Wynyates, Warwickshire; † 7. Juli 1713 in Fulham, London) war ein englischer Bischof und vertrauter Ratgeber König Wilhelms III.

## Leben
Henry Compton war der sechste und jüngste Sohn von Spencer Compton, 2. Earl of  Northampton, der 1643 als General Karls I. im Englischen Bürgerkrieg fiel. Compton studierte 1649–52 am Queen’s College (Oxford), begab sich dann auf Reisen nach dem Kontinent und kehrte nach der Restauration Karls II. 1660 zurück. Er wandte sich zuerst kurze Zeit der militärischen Laufbahn zu und wurde Kornett in einem königlichen Reiterregiment, schlug dann aber eine geistliche Karriere ein. Nach einer weiteren Studienzeit in Cambridge und wiederum Oxford wurde er 1669 Doktor der Theologie und erhielt mehrere Pfründen.
Aufgrund seiner adligen Abkunft überwand Compton bald die niederen Ämter und wurde 1674 Bischof von Oxford, 1675 von London sowie bald darauf Mitglied des Geheimen Rats (Privy Council). Er hatte großen persönlichen Einfluss am Hof Karls II. und leitete die religiöse Erziehung der späteren Königinnen Maria und Anna. Gemäßigter Anhänger der Anglikanischen Kirche, strebte er einer Versöhnung mit den Dissenters zu. Er hielt mehrere Konferenzen über dieses Thema mit der Geistlichkeit seiner Diözese ab; und in der Hoffnung, sich offen zeigende Kleriker durch die Ansichten unparteiischer Fremder zu beeinflussen, ließ er sich diese Frage betreffende Briefe schicken, die Le Moyne, Professor der Theologie in Leiden, und der bekannte französische protestantische Theologe Jean Claude verfasst hatten. Allerdings trat Compton 1685 im House of Lords mit Entschiedenheit gegen die katholischen Reaktionsbestrebungen Jakobs II. auf. Deshalb verlor er seine Stelle im Geheimen Rat und wurde wegen seiner Weigerung, einen papstfeindlichen Prediger, John Sharp, zu suspendieren, im September 1686 seines Bistums entsetzt.
Als einziger Bischof gehörte Compton zu den sieben Unterzeichnern des Briefs, in dem Wilhelm von Oranien im Juni 1688 zur Landung in England eingeladen wurde, um den Sturz Jakobs II. herbeizuführen. Compton verleitete auch die Prinzessin Anna zum Abfall von ihrem Vater, floh mit ihr ins feindliche Lager und stimmte nach dem Sieg Wilhelms im Konventionsparlament für die Einsetzung eines neuen Königs. Am 11. April 1689 krönte er Wilhelm und Maria. Nun wurde er einer der vertrautesten Ratgeber des neuen Herrschers und folgte ihm als Mitglied des Geheimen Rates 1690 auf den Haager Kongress. Diese Gunst wurde ihm auch unter Königin Anna erhalten, die ihn unter anderem in die Kommission zur Union Schottlands mit England einsetzte. Er unterstützte die Tories und förderte Francis Atterbury, Bischof von Rochester. Doch erreichte er das höchste Ziel seines Ehrgeizes, den Titel des Erzbischofs von Canterbury, nicht, wohl weil er zu stark prononcierte latitudinarische Tendenzen gerade in seinen letzten Jahren wieder durchblicken ließ. Er starb am 7. Juli 1713 im Alter von 80 Jahren in Fulham und wurde in der dortigen All Saints Church beigesetzt.
Compton war ein erfolgreicher Botaniker. Er veröffentlichte außer mehreren theologischen Traktaten A Translation from the Italian of the Life of Donna Olympia Maladichini, who governed the Church during the time of Pope Innocent X, which was from the year 1644 to 1655 (1667) und A Translation from the French of the Jesuits’ Intrigues (1669).